# Barake, Pula
Barake su gradska četvrt u Puli koja administrativno pripada Mjesnom odboru Barake.
Barake sa sjevera ograničuje Arsenal, s istoka Sv. Polikarp-Sisplac, s jugoistoka Veruda, s jugozapada zaljev Brankoras, a sa zapada Stoja i Valovine.
Za vrijeme Austro-Ugarske Monarhije, početkom gradnje ratne luke, na prostoru današnje Lussijeve ulice sagrađene su drvene barake. Većina njihovih prvotnih stanara bili su radnici koji su dolazili iz Bosne, ali su se obavivši posao morali vratiti svojim kućama. Gradili su veliki pulski lukobran. Već tada naselje se zvalo "Barake". I Talijani su, kasnije, stanovnike te četvrti nazivali "barakerima".
U barakama su živjele obitelji koje su obično imale ne manje od troje, a vrlo često i do sedmero djece. Stanovi su uvijek bili skroz otvoreni ili je ključ bio ispod otirača. Unutar pojedine zgrade vladali su pravi "obiteljski" odnosi među različitim obiteljima. Otvorenost ljudi u ovom naselju bila je navika i običaj.
Danas najočuvanije zgrade naselja Barake bombardirane su u Drugom svjetskom ratu i sanirane za vrijeme savezničke uprave. Zgrade su robusne, debelih zidova, ali su podovi po katovima na drvenim gredama. Čak i u stanovima u kojima su podovi naknadno betonirani ostale su stare grede. Stanova u Barakama ima prostranih, od 63 kvadrata, srednjih, od 45 kvadrata, te najmanjih, od 25 kvadrata.
Stanovnici baraka poslije Drugog svjetskog rata pošumljavali su područje iznad današnjeg šetališta Lungomare.